# Hyperspeed
Hyperspeed est un jeu vidéo de simulation de vol spatial conçu par Andy Hollis et Sandy Petersen et publié par MicroProse en 1991 sur IBM PC. Le jeu fait suite à Lightspeed, publié par MicroProse en 1990. Comme ce dernier, le jeu se déroule dans un univers de science-fiction dans lequel le joueur incarne un commandant d’un vaisseau spatial terrien qui explore différentes galaxie. Au cours du voyage, il peut rencontrer de nombreuses races d’extraterrestres pacifiques avec lesquels il peut faire du commerce, négocier ou signer des accords. Il rencontre également des extraterrestres hostiles, qu’il doit alors affronter avec l’armement et les intercepteurs disponibles dans son vaisseau.

## Accueil
| Hyperspeed |      |       |
| Média      | Pays | Notes |
| Gen4       | FR   | 82 %  |
| Joystick   | FR   | 87 %  |